# Homilia lardeuxi
Homilia lardeuxi är en nattsländeart som beskrevs av Francois-Marie Gibon 1991. Homilia lardeuxi ingår i släktet Homilia och familjen långhornssländor. Inga underarter finns listade i Catalogue of Life.